# Huaying
Huaying (kinesisk: 华蓥市; pinyin: Huāyíng) er en by i bypræfekturet Guang'an i provinsen Sichuan i Folkerepublikken Kina.
Byfylket havde 344.766 indbyggere i 1999.

## Kulturminder
An Bing-klanens slægtsgrave (An Bing jiazu mudi, 安丙家族墓地) fra Det sydlige Songdynastis tid blev i 1996 tilføjt på Folkerepublikken Kinas liste over kulturminder.

## Eksterne link
- Lokalregjeringens hjemmesider
- Infoside Arkiveret 12. oktober 2007 hos  Wayback Machine
- Sichuan Huaying Nan Song An Bing jiazu mudi
- Carved portraits of An Bing and his wife
- The family cemetery of An Bing Arkiveret 15. februar 2012 hos  Wayback Machine

30°23′12″N 106°46′32″Ø / 30.38664°N 106.7756°Ø